# Petrojet FC
Petrojet FC (arabsky نادي بتروجيت) je egyptský fotbalový klub hrající v Egyptské Premier League. Své domácí zápasy hrají na suezském stadionu Mubarak International Stadium s kapacitou pro 45 000 diváků.

## Účast v soutěžích CAF
- Konfederační pohár CAF: 1x

2010 (Osmifinále)